# Nisi prva, nisi zadnja
Nisi prva, nisi zadnja je debitantski studijski album zasedbe Danilo Kocjančič & Friends in posthumni album Danila Kocjančiča, ki je izšel 3. februarja 2018 pri založbi ZKP RTV Slovenija. Album zaključuje terminološko ime skupine Danilo Kocjančič & Friends. Skupina se odslej imenuje Danilo Kocjančič Friends.

## Ozadje
Začetki skupine Danilo Kocjančič & Friends segajo v leto 2006, ko je Kocjančič začel sodelovati z Matjažem Steržetom. Kocjančič je takrat imel ustvarjalni premor, vseeno pa je pisal za druge izvajalce in si želel skupine v bolj rockovski različici. Ob prelomu desetletja se je upokojil nekdanji pevec in bobnar skupine Prizma, Ladi Mljač in Danilo ga je povabil v nastajajočo skupino. Skupina se je nato kmalu formirala, Kocjančičeva smrt leta 2013 pa je delovanje skupine zaustavila. 60 % albuma je bilo ustvarjenega v času pred Kocjančičevo smrtjo, je bil pa koncept albuma ustvarjen že prej, zato je aranžer Matjaž Sterže ta projekt nadaljeval in ga zaključil kot si je Kocjančič zaželel nekaj dni pred smrtjo. Prvotna zamisel je bila, da bi album vseboval več novih avtorskih skladb, vendar je Kocjančičeva smrt preprečila ta namen, zato so bile izbrane in na novo aranžirane nekatere skladbe skupine Prizma, ki niso bile tako znane oz. bile prikazane v drugačnih bolj rockovskih variantah.

## Skladbe
»Nisi prva, nisi zadnja« ima svojo emocionalno noto in posebno simboliko. To je namreč prva skladba, ki je bila posneta za ta album in hkrati zadnja Kocjančičeva avtorska skladba. »Moja Jana ne pada« je ena redkih skladb, ki jo je Kocjančič naredil kot vokalist. Posneta je bila dobra dva meseca pred njegovo smrtjo in gre za nekakšen Kocjančičev labodji spev. »Bermudski trikotnik« je še ena izmed skladb Prizme. Zadeva je bila s Kocjančičem že nekoliko postavljena, aranžma pa je bil končan nekaj mesecev pred izdajo albuma. »Alojzija« je bila prvotno posneta s strani skupine Prizma in je izšla na njihovem albumu Junak zadnje strane. Danilo Kocjančič & Friends so skladbo s slovenskim besedilom izvajali na koncertih v nekoliko trši rockovski različici, kakršna je prisotna tudi na tem albumu. »Elektrošok« je še ena skladba skupine Prizma. Tudi ta skladba je nastala še za časa Kocjančičevega življenja, on pa je prispeval spremljevalne vokale. Skladba je kot singl izšla malo po Kocjančičevi smrti. S skladbo »Daj, daj, daj« se je Kocjančič leta 2012 še zadnjič udeležil Melodij morja in sonca in dosegel skupno tretje mesto. Valentino Kanzyani je posnetke po kanalih dobil še za časa Kocjančičevega življenja, remiks pa je dokončal nekaj mesecev pred izdajo albuma.

## Koncert
Vsako leto so prijatelji Danila Kocjančiča ob obletnici njegove smrti organizirali manjši koncert. Te stvari so sčasoma prerastle v večje dogodke, katere se je udeležilo več tisoč ljudi, ob 5. obletnici njegove smrti in izdaji albuma Nisi prva, nisi zadnja, pa so organizirali velik koncert, na katerem so nastopili Kocjančičevi glasbeni sodelavci in s tem zaključili zadnje poglavje Kocjančičeve glasbene kariere. Koncert je bil izveden 3. februarja 2018 v Dvorani Bonifika v Kopru. Zasedbo Danilo Kocjančič Friends so sestavljali Jadran Ogrin (bas), Zdenko Cotič (kitara), Matjaž Sterže (kitara), Ladi Mljač (vokal) in Mitja Stropnik (bobni). Ob njihovi spremljavi so nastopili številni glasbeni sopotniki in prijatelji Danila Kocjančiča, kot so Drago Mislej - Mef, Rudi Bučar, Matjaž Jelen, Tinkara Kovač, Marino Legovič in Marko Stropnik, Tomaž Domicelj, Tulio Furlanič, Neisha, Klapa Solinar, Janez Bončina Benč, Slavko Ivančič in Valentino Kanzyani.

## Seznam skladb
Vsa glasba je delo Danila Kocjančiča, vsa besedila je napisal Drago Mislej - Mef, vse aranžmaje pa je prispeval Matjaž Sterže.
| Št. | Naslov                                         | Dolžina |
| --- | ---------------------------------------------- | ------- |
| 1.  | „Nisi prva, nisi zadnja‟                       | 3:47    |
| 2.  | „Moja Jana ne pada‟                            | 3:45    |
| 3.  | „Daj, daj, daj‟                                | 3:37    |
| 4.  | „Bermudski trikotnik‟                          | 3:22    |
| 5.  | „Alojzija‟                                     | 2:59    |
| 6.  | „Elektrošok‟                                   | 3:40    |
| 7.  | „Moje laži‟                                    | 3:58    |
| 8.  | „Daj, daj, daj‟ (Valentino Kanzyani remiks)    | 4:27    |
| 9.  | „Nisi prva, nisi zadnja‟ (feat. Tinkara Kovač) | 3:35    |

## Osebje

### Glasbeniki
Danilo Kocjančič & Friends
- Danilo Kocjančič – glavni vokal (1–3, 8), spremljevalni vokal (5, 6)
- Ladi Mljač – glavni vokal (1, 3–9)
- Matjaž Sterže – električne kitare, akustične kitare, spremljevalni vokal, bas (4), programiranje bobnov (3)
- Valentino Kanzyani – remiks (8)
- Tinkara Kovač – glavni vokal (9)
- Jadran Ogrin – bas (5)
- Janez Zakošek – bas (1–3, 6–8)
- David Morgan – bobni, tolkala

Gostje
- Marino Legovič – Hammond (3, 6)
- Lea Sirk – spremljevalni vokal (3)
- Matjaž Švagelj – spremljevalni vokal (1)

### Produkcija
- Producenta: Jadran Ogrin, Gaber Radojevič (1, 3)
- Mastering: Jadran Ogrin
- Izvršni producent: Matjaž Sterže